# Maroserana
 (novembre 2024).
Si vous disposez d'ouvrages ou d'articles de référence ou si vous connaissez des sites web de qualité traitant du thème abordé ici, merci de compléter l'article en donnant les références utiles à sa vérifiabilité et en les liant à la section « Notes et références ».
Maroseraña ou Maroseranana - littéralement « ceux ou celui qui possède de nombreux ports » - est le nom dynastique des princes à l'origine de l'empire sakalava. 
On considère que l'ancêtre fondateur du groupe était Andriamisara, fils lui-même d'Andriamandazoala, un Zafiraminia originaire de l'actuel pays Antanosy, au sud-est de Madagascar, établi dans le Fiherenana, l'actuelle région de Tuléar, sans doute vers le XVIe siècle. Les Maroseraña doivent leur puissance à la possession d'armes à feu obtenues auprès des traitants européens, en échange d'esclaves.